# Le Trident
Pour les articles homonymes, voir Trident (homonymie).
Le Trident est un regroupement de trois salles de spectacles à Cherbourg-en-Cotentin, labellisé Scène nationale le 14 octobre 2002 après la fusion de deux entités, le Théâtre de Cherbourg-Scène nationale et le Théâtre de la Butte-CCPO. Les trois salles de spectacles sont le théâtre à l'italienne de Cherbourg, le théâtre de la Butte à Octeville et le Vox.

## Le théâtre à Cherbourg
Avant la Révolution française, le théâtre de Cherbourg était située rue de la Comédie. En 1786, un théâtre avait également été aménagé par M de la Pelouze et sa femme dans leur propriété du Becquet à Tourlaville, où aimaient aller les bourgeois et nobles de Cherbourg. 
Le théâtre de la Comédie est transféré en 1833 au 18 rue de la Paix, puis un nouveau théâtre est édifié rue de l'Alma, bâti sur les terrains et aux frais du Docteur Loysel. Il est orné d'une façade élégante, ornée des bustes des principaux auteurs dramatiques, et doté d'une salle richement décorée, entourée de deux galeries superposées en fer à cheval, avec une grande scène et le foyer au premier étage. Des cafés sont installés de chaque côté du péristyle. À cette époque, Cherbourg possède une troupe permanente, moitié opéra-comique, moitié dramatique. 
Mais mal conçu et trop petit dès son ouverture, il est rapidement décidé d'en bâtir un nouveau, place du Château, à l'emplacement d'une partie de la halle aux grains. Le théâtre, à l'italienne comme les grandes salles parisiennes de l'époque, est inauguré en 1882.

## Les salles du Trident
En 1991, le théâtre de Cherbourg est labellisé scène nationale par le Ministère de la Culture. À la suite de la fusion de Cherbourg et Octeville en 2000, le théâtre municipal octevillais de la Butte est intégré, avec la salle du Vox réhabilité, au sein d'une nouvelle structure, le Trident.

### Le Théâtre à l'italienne
Cette salle de spectacle a été construite à la fin XIXe siècle sur les plans de Charles de Lalande, à l'emplacement d'une partie des halles. Celles-ci, construites entre 1828 et 1832, faisaient 24 mètres de hauteur extérieurement, 61 mètres de longueur, non compris les cours, et 44 mètres de largeur, se composant intérieurement d'une grande pièce avec galeries rectangulaires avec le marché aux grains dans la galerie occidentale, et des boucheries foraines dans la galerie orientale. 
Parmi les derniers théâtres à l'italienne construits, il est inauguré en 1882 et est rapidement surnommé « le théâtre d'or » par les habitants en raison du grand luxe de la salle de spectacle, du hall, de la façade et du foyer. Il offre 600 places dont dix loges pouvant accueillir 60 personnes. Différents artistes de l'époque ont ainsi participé à la construction de l'édifice, comme Georges Clairin, Jules Richomme, deux peintres, ou le sculpteur cherbourgeois Louis-Alexandre Lefèvre. Le bâtiment est classé Monument historique depuis 1984.

### Le Théâtre de la Butte
Construit en 1986 sur la place René-Cassin, accolé à l'ancienne mairie d'Octeville, le Théâtre de la Butte est une salle de 400 places.

### Le Vox

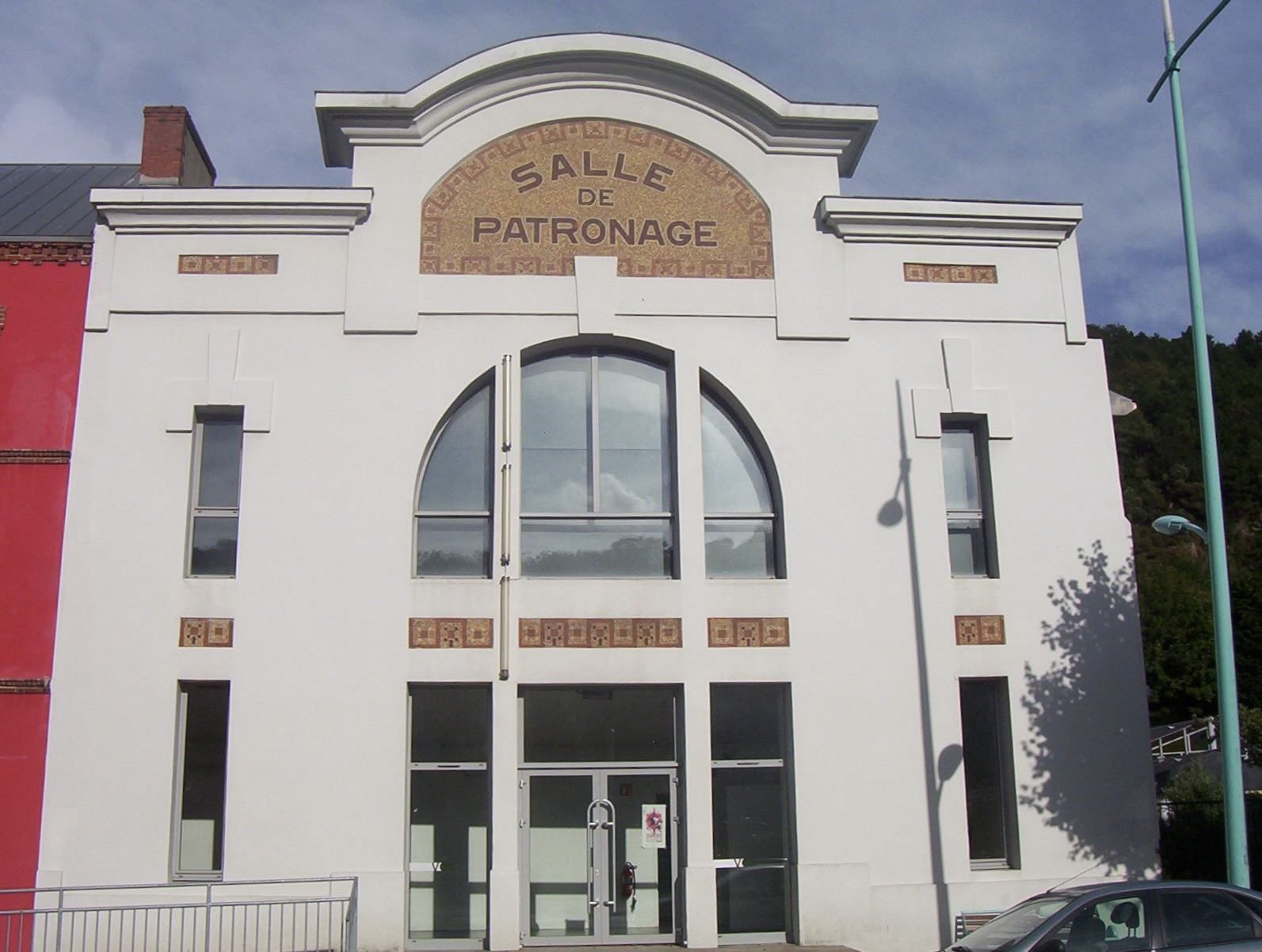
Le Vox, ancien cinéma transformé en salle de spectacle dépendant de la Scène nationale.

Le Vox est une ancienne salle de patronage laïque, devenue par la suite un cinéma. La salle a été rénovée en 2000 et offre 240 places en placement libre. Elle se situe 129 avenue de Paris et est reconnaissable à sa grande façade rouge vif.

## Budget
La Scène nationale accueille 25 000 spectateurs par an, et dispose de 800 abonnés. Son budget est de 2,3 millions d'euros. Pour la saison 2007-2008, elle a abrité 30 spectacles et 132 représentations. En 2005, ses 1 496 188 € de subventions étaient versés à 52 % par la ville (778 208 €), 29 % par la DRAC (427 000 €), 8 % par le Conseil régional de Basse-Normandie (125 500 €), 6 % par le Conseil général de la Manche (88 577 €), et 5 % d'aides spécifiques diverses (76 903 €). Son résultat était une perte de 36 609 €.
Le théâtre accueille la compagnie conventionnée L'Élan bleu Compagnie.

### Directeurs
Le Trident est actuellement co-dirigé en interim par son administratrice Katell Cozannet et Fabrice , directeur adjoint chargé des questions techniques.
- 1991-2002 : Annette Breuil ;
- février 2002 - 2006 : Pierre-François Roussillon[6] ;
- 2006-2016 : Mona Guichard[7].
- 2016- aujourd'hui encore: Farid Bentaïeb